# Energías renovables en Grecia
La energía renovable en Grecia representó el 8% del consumo total de energía del país en 2008. 12% de la electricidad de Grecia proviene de centrales hidroeléctricas. En 2015, las energías renovables representaron más del 20% de la energía producida en Grecia; esto excluye la energía producida por medios hidroeléctricos, que representa más del 8% 
En agosto de 2016, se aprobó una nueva ley de energía renovable que apunta a estimular aún más las inversiones en energía renovable mediante la introducción de primas de alimentación, licitaciones competitivas y medición neta virtual. Según la nueva ley, la compensación para los productores de energía renovable consistirá en lo que reciben en el mercado de la electricidad más una prima de alimentación variable. La última es la diferencia entre un precio que depende de las variables de mercado (por ejemplo, el precio marginal del sistema) y un precio fijo decidido a través de una oferta competitiva. Además, desde principios de 2017, el nuevo plan para aprobar la nueva capacidad de energía renovable se basa en licitaciones competitivas, donde el ministro de Energía puede solicitar una licitación para capacidades y tecnologías específicas.

## Energía eólica

Energía eólica en Grecia

La energía eólicas debía expandirse     en un 352% en 2010 para cumplir con el objetivo europeo de cobertura del 20% de las necesidades energéticas de fuentes renovables. Previamente,     había 1.028 aerogeneradores instalados en toda Grecia y el número se fijó para alcanzar los 2.587 aerogeneradores antes de finales de 2010.
De acuerdo con el Ministerio de Medio Ambiente y Obras Públicas, el sistema tendría una capacidad nominal de 3,372 MW de energía solo del viento.     comparado con 746 MW a fines de 2006. Grecia optó por invertir principalmente en energía eólica en un 77%, mientras que el resto de las fuentes renovables en total representan el 23% restante de la producción, mientras que la energía hidroeléctrica ocupa el segundo lugar con el 11%.
| 1998 | 1999 | 2000 | 2001 | 2002 | 2003 | 2004 | 2005 | 2006 | 2007 | 2008 | 2009  | 2010  | 2011  | 2012  | 2013  | 2014  | 2015  | 2016  | 2017  |
| ---- | ---- | ---- | ---- | ---- | ---- | ---- | ---- | ---- | ---- | ---- | ----- | ----- | ----- | ----- | ----- | ----- | ----- | ----- | ----- |
| 39   | 112  | 189  | 272  | 297  | 383  | 473  | 573  | 746  | 871  | 985  | 1,087 | 1,208 | 1,634 | 1,749 | 1,865 | 1,980 | 2,135 | 2,374 | 2,651 |

### Línea de tiempo
| año  | MW      | cambio | cambio % |
| ---- | ------- | ------ | -------- |
| 1987 | 0.8     | 0.0    | 0.0%     |
| 1988 | 0.8     | 0.0    | 0.0%     |
| 1989 | 1.1     | 0.3    | 27.3%    |
| 1990 | 1.5     | 0.4    | 26.7%    |
| 1991 | 3.9     | 2.4    | 61.5%    |
| 1992 | 19.4    | 15.5   | 79.9%    |
| 1993 | 26.0    | 6.6    | 25.4%    |
| 1994 | 26.6    | 0.6    | 2.3%     |
| 1995 | 27.3    | 0.7    | 2.6%     |
| 1996 | 27.3    | 0.0    | 0.0%     |
| 1997 | 27.3    | 0.0    | 0.0%     |
| 1998 | 38.8    | 11.5   | 29.6%    |
| 1999 | 107.0   | 68.2   | 63.7%    |
| 2000 | 237.0   | 130.0  | 54.9%    |
| 2001 | 277.0   | 40.0   | 14.4%    |
| 2002 | 293.0   | 16.0   | 5,5%     |
| 2003 | 409.0   | 116.0  | 28.4%    |
| 2004 | 481.0   | 72.0   | 15.0%    |
| 2005 | 603.0   | 122.0  | 20.2%    |
| 2006 | 750.0   | 147.0  | 19.6%    |
| 2007 | 850.0   | 100.0  | 11.8%    |
| 2008 | 997.0   | 147.0  | 14.7%    |
| 2009 | 1,155.0 | 158.0  | 13.7%    |
| 2010 | 1,324.0 | 169.0  | 12.8%    |
| 2011 | 1,637.0 | 313.0  | 19.1%    |
| 2012 | 1,751.0 | 114.0  | 6.5%     |
| 2013 | 1,866.0 | 115.0  | 6.2%     |
| 2014 | 1,978.0 | 112.0  | 5.7%     |
| 2015 | 2,136.0 | 158.0  | 7.4%     |
| 2016 | 2,371.0 | 235.0  | 9.9%     |
| 2017 | 2,652.0 | 281.0  | 10.6%    |
| 2018 | 2,828.0 | 176.0  | 6.2%     |

## Energía solar

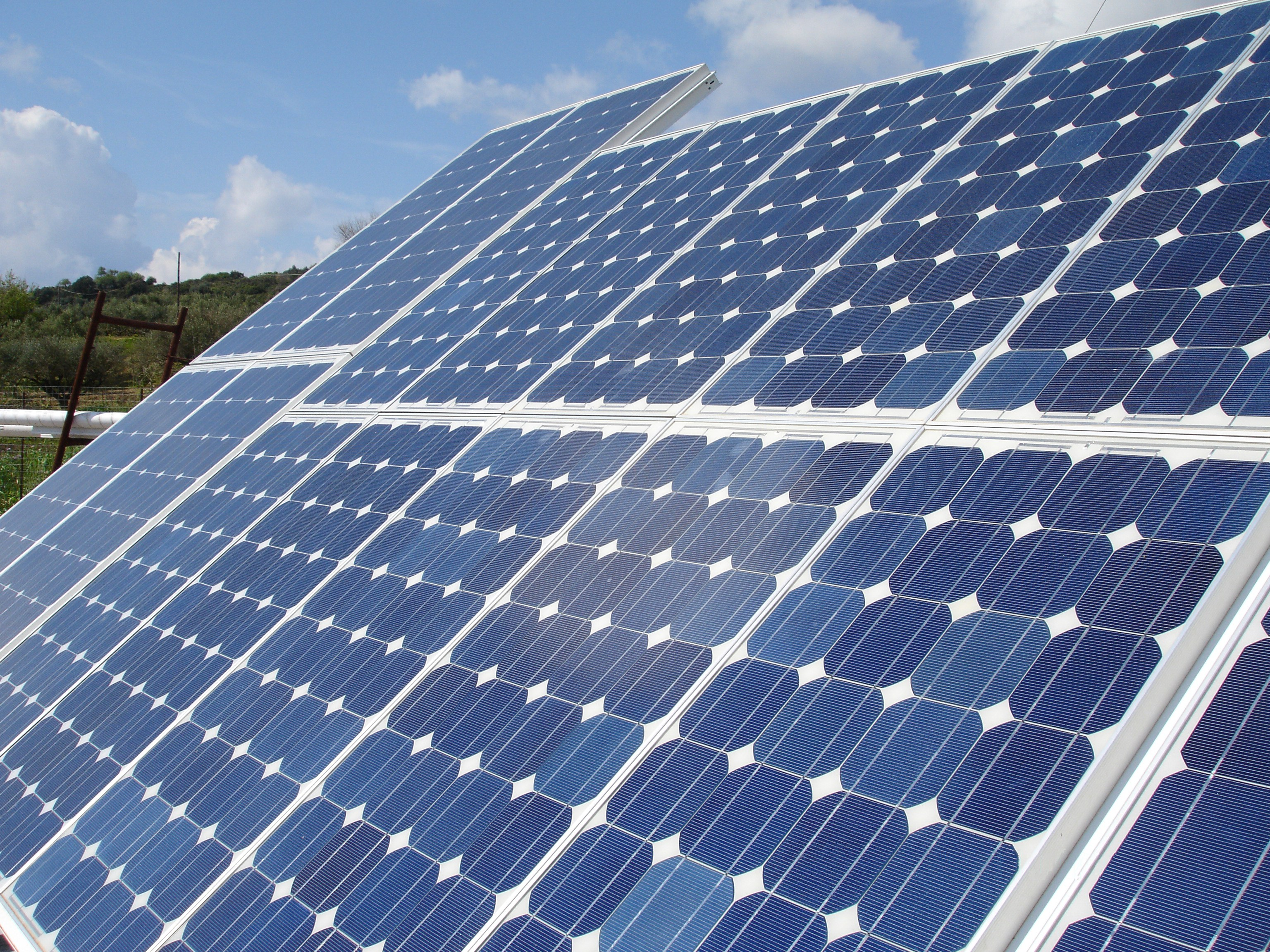
Seguidor solar fotovoltaico en lixouri

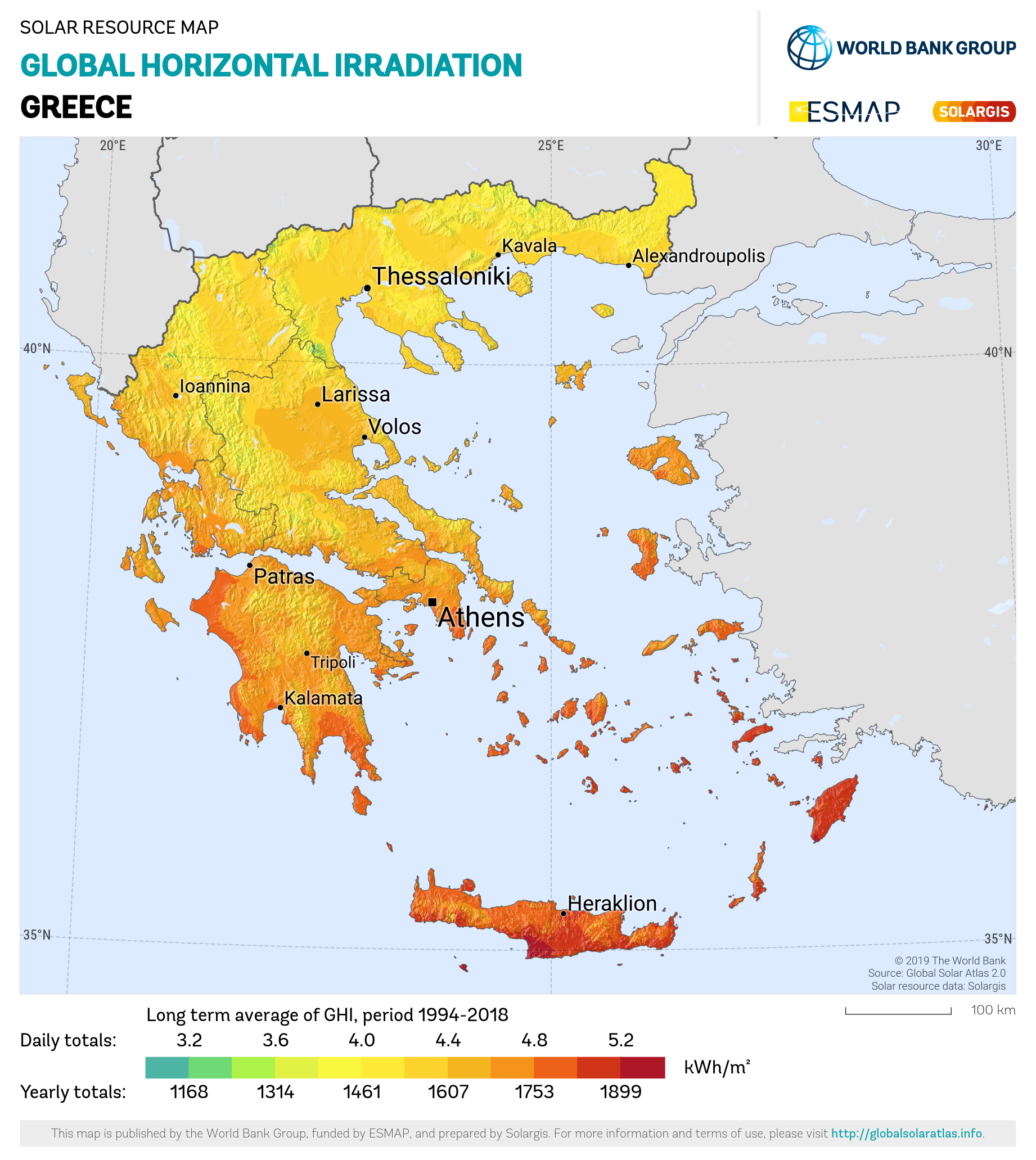
Insolación solar en Grecia

Energía solar en Grecia

El desarrollo de la energía solar en Grecia comenzó en 2006 y aumentó sustancialmente a partir de 2009 debido a las altas tarifas introducidas y las regulaciones correspondientes para aplicaciones domésticas de energía fotovoltaica en los techos. Sin embargo, este mecanismo sobrecalentó el mercado creando un gran déficit de más de 500 millones de euros en el "Operador del Mercado Eléctrico" griego.
Desde agosto de 2012, se han introducido nuevas regulaciones que incluyen un impuesto temporal impuesto a todas las plantas fotovoltaicas operativas (excluidas las aplicaciones residenciales), se ha suspendido la licencia de nuevos proyectos fotovoltaicos y se han reducido drásticamente las tarifas de alimentación.
A diciembre de 2013, la capacidad fotovoltaica instalada total en Grecia alcanzó 2,419.2 MWp de los cuales 987.2 MWp se instalaron en el período comprendido entre enero y septiembre de 2013 a pesar de la crisis financiera. Grecia ocupa el quinto lugar a nivel mundial con respecto a la capacidad fotovoltaica instalada per cápita. Se espera que la energía fotovoltaica producida cubra hasta el 7% de la demanda de electricidad del país en 2014.
|                            | 2005 | 2006 | 2007 | 2008 | 2009 | 2010 | 2011 | 2012  | 2013  | 2014  | 2015  |
| -------------------------- | ---- | ---- | ---- | ---- | ---- | ---- | ---- | ----- | ----- | ----- | ----- |
| Capacidad total (MW pico ) | 5    | 7    | 9    | 19   | 55   | 205  | 631  | 1,543 | 2,585 | 2,603 | 2,613 |
| Vatio / cápita             |      |      |      |      |      |      | 55.8 | 136.7 | 233.7 | 236.8 | 241.7 |

- Portal:Greece. Contenido relacionado con Energy.

- Estadísticas de energía eólica en Grecia